# チューリャ型魚雷艇
チューリャ型魚雷艇（-がたぎょらいてい、Turya class Fast Attack Torpedo Craft）は、ソヴィエト/ロシア海軍の魚雷艇である。
チューリャ型はNATOコードネームであり、ソ連海軍の計画名は206M型大型魚雷艇（シュトゥルム）（Большие торпедные катера проекта 206M "Шторм"）である。

## 概要

### 開発

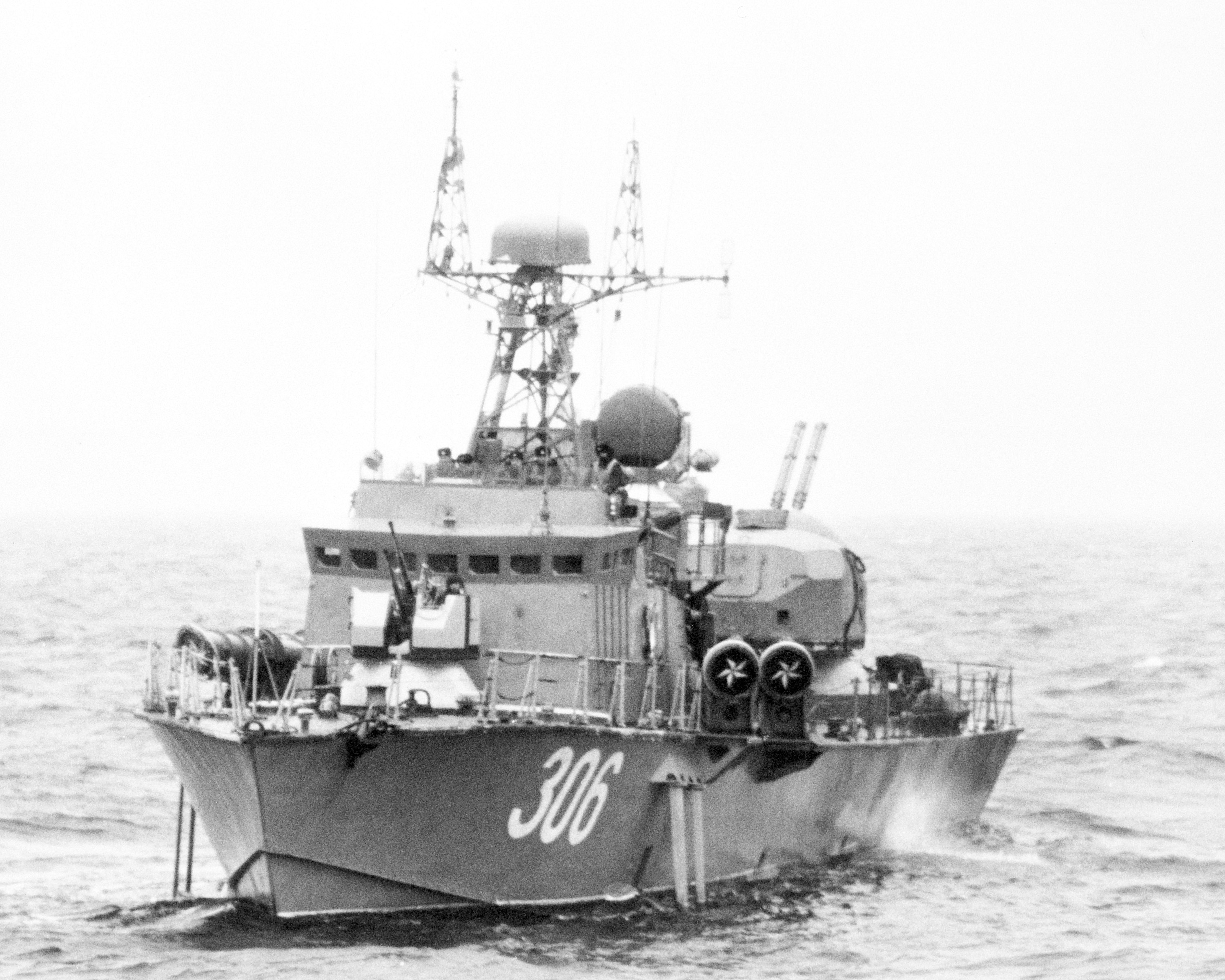
1985年11月12日に撮影されたソ連海軍のチューリャ型

チューリャ型魚雷艇は、沿岸海域における船舶や軽武装の水上艦艇および潜水艦との戦闘に使用する小型戦闘艇として開発された。206M号計画は、1950年代に開発されたシェルシェン型魚雷艇の拡大版として立案された。計画はアルマース中央海洋設計局（TsMKB「アルマース」）が担当した。
原型となったシェルシェン型との差異は、強化された武装と若干延長された艇体、艇首下面に取り付けられた小型の全没型水中翼とコントロール用小板であった。これに加え、チューリャ型では垂下式のソナーが搭載された。また、対潜魚雷の運用能力を与えられ、対潜任務の遂行も可能になった。
胴体は流線型甲板を有した鋼製で、防水壁によって隔てられた10 個の水防区画よりなっていた。ディーゼルエンジンは第5区画と第7区画に収められ、それらの間になる第6区画には主機のための遠隔制禦装置が搭載されていた。上部構造は、軽量素材によって作られていた。
搭載武装は、40 knで波圧4 b、あるいは35 knで5 bまでの限度においては制限なしに使用できた。

### 配備

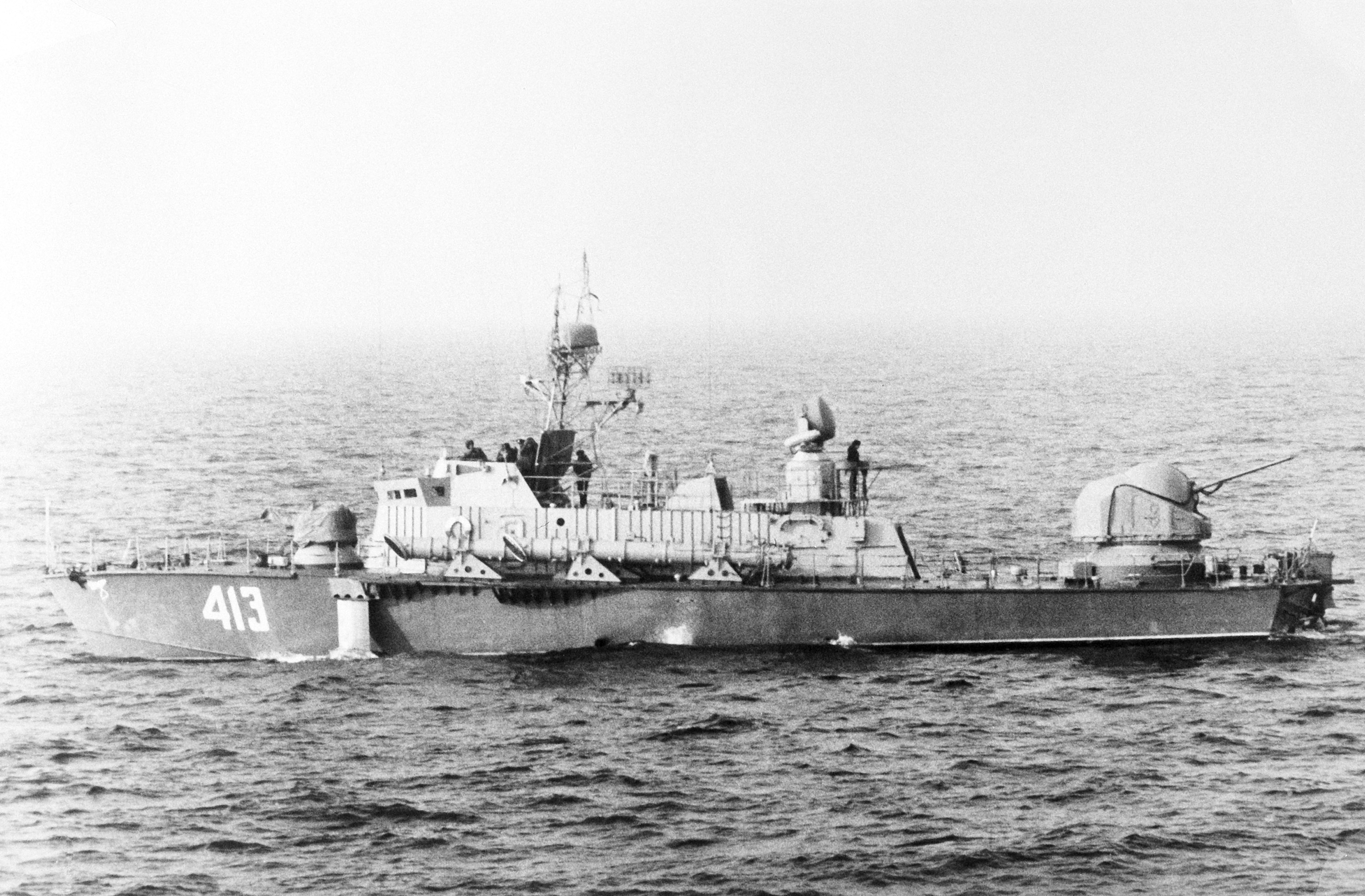
1985年11月12日に撮影されたソ連海軍のチューリャ型

本型は、1971年から1976年の間にソ連海軍向けに24 隻が建造された。その内8 隻は太平洋艦隊に配属され、水中翼部品は陸路鉄道で移送された。
この他、1978年から1985年の間にヴラジヴォストーク造船工場にて輸出向けの同型艦が建造された。輸出先は、友好国のヴェトナム、キューバ、エチオピアであった。建造された16 隻の輸出向チューリャ型は垂下式ソナーを搭載せず、戦闘能力は劣るものであった。これらは、206ME型（пр. 206МЭ）と呼ばれた。
チューリャ型は、ソ連最後の魚雷艇となった。このクラスの任務を司る艦艇は魚雷艇からミサイル艇に移行し、206M号計画より開発されたマトカ型ミサイル艇がその後継となった。
ソビエト連邦の崩壊後、旧ソ連海軍所属の206M型はロシア海軍へ継承された。これらは1990年代には退役が進み、2006年現在カスピ小艦隊に2 隻が残されるのみとなっている。輸出された206ME型は、各国で未だ多数が運用中である。